# Robert Faurisson
Robert Faurisson, né le 25 janvier 1929 à Shepperton (Royaume-Uni) et mort le 21 octobre 2018 à Vichy, est un militant négationniste français.
Professeur de lycée puis maître-assistant en lettres modernes à l'université, il connaît un début de notoriété à partir de la fin des années 1960 en publiant une étude sur Rimbaud, puis un moindre succès avec sa thèse consacrée à Lautréamont. À la fin des années 1970, il accède à la célébrité à travers une série de scandales médiatiques et de procès en raison de sa négation du génocide juif. Il devient en France, à partir des années 1980, une icône des négationnismes d'extrême droite et d'ultragauche, convergeant dans les années 2000 dans une partie de l'antisionisme en Occident comme dans le monde arabo-musulman. Antisémite, proche des milieux d'extrême droite, voire néonazi, il est condamné à plusieurs reprises pour « incitation à la haine raciale » et « contestation de crime contre l'humanité ».
Figure emblématique du négationnisme, il ajoute aux auteurs fondateurs de ce courant, Paul Rassinier et Maurice Bardèche, une fixation sur la négation de l'existence des chambres à gaz. Il joue sur l'apparente crédibilité d'une démarche hypercritique pseudo-scientifique, unanimement disqualifiée dans le monde de la recherche. Qualifié de « faussaire de l'histoire » par Robert Badinter, il attaque ce dernier en diffamation mais est débouté par la justice qui acte cette qualification en 2007. Dans un jugement du 6 juin 2017, confirmé en appel le 12 avril 2018, le tribunal de grande instance de Paris établit qu'écrire que Faurisson est « un menteur professionnel », un « falsificateur » et « un faussaire de l’histoire » est conforme à la vérité.

## Origines familiales et formation
Robert Faurisson naît au Royaume-Uni, à Shepperton (comté du Surrey), d'un père français, employé à la Compagnie des messageries maritimes, et d'une mère écossaise, sous le nom de Robert Faurisson-Aitken. Il a trois frères et trois sœurs.
Durant son enfance, sa famille se déplace au gré des postes occupés par son père : à Saïgon, Singapour, Kobe puis Shanghai, jusqu'en 1936, où elle revient en métropole. Il fait alors ses études principalement au petit séminaire de Versailles, au collège de Provence à Marseille et au lycée Henri-IV de Paris (classes préparatoires littéraires) où il a pour condisciple Pierre Vidal-Naquet. Ce dernier dit de lui qu'il « partait pour de perverses expéditions contre ses camarades plus jeunes » et se distinguait « par des propos hitlériens qui le faisaient remarquer en ces temps peu éloignés de la Libération ». Puis il fait des études de lettres classiques à la Sorbonne.

## Professeur de l'enseignement secondaire
Sa carrière d'enseignant commence en 1951 avec un poste d'adjoint d'enseignement successivement aux lycées Voltaire et Carnot à Paris, après une maîtrise de lettres consacrée à « La psychologie dans les romans de Marivaux » et l'obtention d'un diplôme supérieur de lettres (DES)[réf. nécessaire]. Nommé au collège de Nogent-sur-Marne à la rentrée 1952, il interrompt ses activités professionnelles pour raison de santé en février 1953 et séjourne alors au sanatorium des étudiants de France à Saint-Hilaire-du-Touvet. Il reprend l'enseignement à la rentrée 1955 au lycée Blaise-Pascal d'Ambert. Pour sa biographe Valérie Igounet, « la carrière d'enseignant de Robert Faurisson n'est pas limpide. Lorsqu'on s'y attarde, on se rend compte qu'elle est traversée de rumeurs [qui] concernent davantage son comportement sur ses méthodes pédagogiques » : « Robert Faurisson est excessif, “très nerveux et colérique” et, en même temps, il fait preuve d'un comportement pour le moins original ».
Agrégé de lettres en 1956, il est nommé professeur au lycée des Célestins de Vichy (1957-1963), un établissement de filles. Il est ensuite affecté au lycée Blaise-Pascal de Clermont-Ferrand (1963-1969), qui accueille des garçons. Le rapport de la Commission sur le racisme et le négationnisme à l'université Jean-Moulin Lyon III résume en ces termes sa carrière dans le secondaire : « Il y est considéré comme un enseignant d'un haut niveau intellectuel, connaissant bien sa discipline et passionné par son métier. Il est en revanche critiqué pour son attitude envers les élèves et sa hiérarchie, avec laquelle il entre dans des conflits sérieux et répétés. De 1958 à 1962, il fait l'objet à plusieurs reprises de mises en garde écrites à cause de la violence verbale dont il fait preuve envers certaines élèves, en particulier des élèves françaises d'origine algérienne, ou à cause de ses emportements à l'égard de la direction, qui demande à plusieurs reprises sa mutation dans un autre établissement ».
Il acquiert à cette époque une brève notoriété, tout d'abord en 1961 avec la publication d'un article intitulé « A-t-on lu Rimbaud ? » qui suscite une polémique littéraire (voir infra). Puis, en mars 1962, la presse locale et nationale signale qu'il a été incarcéré à Riom pour « offense au chef de l'État » ; « le rapport de l'officier de police général décrit un homme “vociférant” des injures à la cantonade contre le chef de l'État, le préfet et les policiers présents » :

« Oui … Vous n'êtes pas des hommes libres, vous !… vous servez l'État, hier Léon Blum, aujourd'hui Ferhat Abbas … moi … je suis libre, vous entendez ; libre !… J'emmerde de Gaulle, le préfet, le sous-préfet. »

Après l'ouverture d'une information judiciaire et un nouvel incident lors de son audition par le juge d'instruction qui relève « l'état d'exaltation extrême de Faurisson », il est incarcéré une quinzaine de jours, puis finalement condamné à deux reprises à des peines d'amende et d'emprisonnement avec sursis, une expertise médicale ayant retenu « le caractère exalté de Robert Faurisson qui serait de nature à “atténuer sa responsabilité dans une certaine mesure” ».
C'est également durant cette période que son nom apparaît à l'occasion de l'affaire Audin : Faurisson donne un peu d'argent au Comité Audin ; mais par la suite, il envoie une lettre dans laquelle il demande qu'on ne lui envoie plus l'« ignoble littérature [du Comité] », qu'il a donné « par pitié pour Mme Audin », ajoutant : « Et puis, un bon conseil, cachez vos juifs. Je comprends qu'un Vidal-Naquet vibrionne à plaisir dans cette malodorante affaire, mais… ».

## Carrière universitaire
De 1969 à 1973, il est maître assistant stagiaire puis titulaire de littérature française à Paris III. Le 17 juin 1972, il soutient sa thèse de doctorat d'État sur La Bouffonnerie de Lautréamont, sous la direction de Pierre-Georges Castex. De décembre 1973 à mars 1980, il est maître de conférences en littérature contemporaine à l'université Lyon II.
Il se signale de nouveau à l'attention des médias par le traitement qu'il fait subir aux poèmes de Nerval en 1977, mais s'impose définitivement durant les années 1978-1980 qui marquent le début de l'affaire Faurisson : il devient alors le principal négationniste français et un des principaux à l'échelle mondiale. Cette affaire a des conséquences notables sur sa carrière universitaire qui prend fin de façon brutale, sans toutefois qu'il soit privé de ses ressources.
De 1980 à sa retraite en 1995, il est détaché, à sa demande, au Centre national de télé-enseignement (CNTE) (actuel CNED), sans aucune activité effective d'enseignement. En 1980, alors qu'il n'a plus aucune activité de recherche ni d'enseignement au sein de l'Université, il bénéficie d'une mesure collective de reclassement qui lui donne le grade de professeur des universités.

## Les mystifications littéraires
Au cours des années 1960 et 1970, Robert Faurisson mène de front ses publications sur la littérature et ses premiers écrits négationnistes, où se retrouve le même discours de dénonciation de supposées « mystifications », qu'elles soient littéraires ou historiques. Pour l'historienne Valérie Igounet, il est alors essentiellement un « provocateur » à la recherche de la célébrité. Pierre Milza insiste pour sa part sur la dimension paranoïaque de sa démarche, tandis que Jean Stengers y voit une « fêlure [qui] se manifeste par deux traits : d'une part par un délire interprétatif, et d'autre part par une forme de folie obsessionnelle, c'est-à-dire d'idée fixe ». Henry Rousso et Valérie Igounet soulignent également le rôle que pourrait avoir joué pour Robert Faurisson comme pour son inspirateur Paul Rassinier l'image pervertie de Jean Norton Cru et (à propos de Rassinier) la « posture assez classique, qu'on a connue après la Première Guerre mondiale, de remise en cause des mythologies, des récits sur la guerre : une vision hypercritique, qui est une forme de réaction à des récits presque inaudibles, sur l'horreur ».
Le succès relatif de sa production littéraire le conduit finalement à la fin de cette première époque à se consacrer exclusivement au négationnisme.

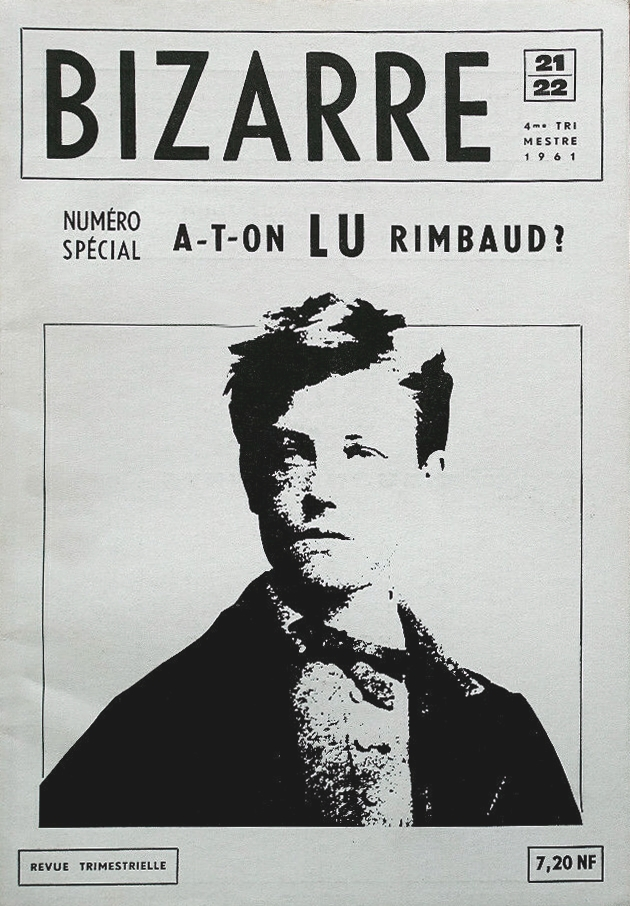
Le n°21-22 de Bizarre paru en 1961.

### A-t-on lu Rimbaud?(1961)
En 1961, Robert Faurisson publie dans la revue Bizarre, éditée par Jean-Jacques Pauvert, une étude de l'œuvre d'Arthur Rimbaud, sous le titre A-t-on lu Rimbaud ?. Lors de sa première édition, le texte est signé des simples initiales R. F., l'auteur souhaitant dans un premier temps garder l'anonymat dans une mise en scène médiatique jouant sur le mystère. La thèse de l'étude est d'attribuer au sonnet Voyelles, de Rimbaud, un sens érotique et scatologique, censé avoir été ignoré jusqu'à cette révélation.
Les critiques sont partagés. Antoine Adam, André Breton et Pieyre de Mandiargues lui font un accueil favorable. René Étiemble, moqué par Faurisson qui l’a qualifié de « sorbonagre », est en revanche très sévère. La revue rebondit sur le sujet en publiant en 1962 un numéro spécial consacré à L'Affaire Rimbaud. L'originalité de l'interprétation faurissonnienne est par la suite relativisée. Sans être totalement écartée, l’interprétation érotique du sonnet n’est retenue par d’autres critiques qu’avec davantage de prudence.

### A-t-on lu Lautréamont?(1972)
Robert Faurisson publie en janvier 1971 un premier article consacré à Lautréamont dans La Nouvelle Revue française, intitulé « Les divertissements d’Isidore ». Il y présente sa thèse sur Lautréamont. Les Chants de Maldoror et les Poésies seraient une parodie, là encore insoupçonnée jusqu'à cette démystification. L’article est salué dans Rivarol. Invité par Michel Polac à l’émission littéraire Post-scriptum le 24 avril 1971, Robert Faurisson y est notamment confronté à Gérard Legrand. Il soutient de manière provocante qu’il suffit d’étudier le texte « au ras des pâquerettes » pour y voir « la plus belle mystification littéraire » qu’on ait jamais vue.
En 1972, il présente sa thèse sur Lautréamont. La vision de Faurisson est à nouveau contestée, le jury critiquant « la méthode littéraire […] au ras du texte, certes novatrice et provocatrice mais également simpliste car épousant un parti-pris insoutenable », tandis qu'il se voit notamment accusé par le critique Pierre Albouy de « poujadisme intellectuel ». La thèse est cependant publiée par Gallimard. Bien que suscitant moins d'écho que sa précédente publication sur Rimbaud, l'ouvrage reçoit un accueil partagé : le caractère provocateur de l'auteur est fréquemment souligné, tandis qu'une partie des critiques sont beaucoup plus sévères. Guy Laflèche, professeur au Département des études françaises de l'université de Montréal, spécialiste de Lautréamont et auteur d'une édition critique des Chants de Maldoror, considère les travaux de Faurisson sur Lautréamont comme un « torchon », reprochant à Faurisson contresens, confusions entre sens propre et sens figuré, interprétations hors contexte, lectures au premier degré, redites, critique normative et savoir mal digéré.
Après avoir brièvement enseigné à Paris, Robert Faurisson est nommé fin 1973 à l'Université Lyon-II, contre l'avis de celle-ci, sans que cela puisse cependant être imputé à ses premières activités négationnistes. S'il est défendu et apprécié par un « petit noyau d'étudiants », ses cours sont peu fréquentés. Il se retrouve peu à peu isolé au sein de l'Université Lyon-II.

### La «méthode Ajax» de critique de textes
Durant ses années d'enseignement, il se présente comme l'initiateur d'une nouvelle méthode de « critique de textes et de documents, recherche du sens et du contresens, du vrai et du faux », baptisée « méthode Ajax » du nom du produit ménager en raison de son aspect « décapant » : elle refuse toute prise en compte du contexte et de l'auteur et s'en tient à une lecture au pied de la lettre du discours. Celui-ci se prête alors aisément à une hypercritique conduisant systématiquement à en rejeter l'authenticité ou la sincérité. Faurisson applique bientôt cette même « méthode d'investigation littéraire » aux sources historiques, coupées de leur contexte et réduites au sens immédiat des termes, auxquels il peut alors « conférer un sens unique à partir d'un postulat original ». Il va ainsi contribuer à donner un habillage scientifique aux discours politiques d'auteurs comme Maurice Bardèche ou Paul Rassinier ou à ceux plus récents d’Arthur Butz.

## Le négationnisme

### Les premières «recherches» négationnistes (1964-1977)
Robert Faurisson entre en contact épistolaire de 1964 à 1967 avec Paul Rassinier, l'un des fondateurs du courant négationniste. Cette correspondance montre qu'il adhère d'emblée à cette démarche, sans émettre aucune réserve sur son adoption par l'extrême droite française pour qui elle est un artifice nécessaire à sa propre survie. Elle laisse présager ce qui va suivre : la focalisation presque exclusive du discours négationniste sur le thème de la « possibilité technique des chambres à gaz » jusqu'au prochain tournant des années 2000, approche qui suscite d'ailleurs les réticences de Rassinier.
Après la mort de Paul Rassinier, s'ouvre plus d'une décennie de gestation du négationnisme français, marquée tout à la fois par l'absence de meneur potentiel, par la diffusion des thèses négationnistes à l'extrême droite, en particulier au sein du Front national, mais aussi par leur appropriation par une fraction de l'ultragauche d'inspiration bordiguiste. C'est aussi l'époque des « recherches » menées par Faurisson, qui visite brièvement les archives d'Auschwitz à deux reprises ; Tadeusz Iwaszko, conservateur du Musée d'Auschwitz, prend cependant conscience dès 1977 du caractère orienté et mensonger des visites de Faurisson, qui s'est initialement présenté « sous le prétexte inexact et abusif d'une publication et éventuellement une exposition […] à l'université de Lyon II ». Iwaszko met alors fin à toute assistance. Pour l'essentiel, Robert Faurisson fréquente surtout la bibliothèque du Centre de documentation juive contemporaine à Paris dont l'accès lui est également fermé à partir de la fin 1977.
Selon Pierre Guillaume, puis Jean-Claude Pressac, les « travaux » de Robert Faurisson s’appuient sur « 200 kg » de documentation pour étayer ses dires. L'état des recherches sur le sujet conduit à relativiser fortement l'impression donnée par ce type d'affirmation courante dans le courant négationniste quant à la somme de « travail » de Faurisson. La biographe Valérie Igounet revient à plusieurs reprises sur le caractère limité des recherches originales de Faurisson, qui s'en remet à partir des années 1980 à ses intermédiaires, mais aussi aux dossiers de la défense lors des procès où il est en cause, pour lui fournir sa documentation. Par ailleurs, Faurisson n'a jamais travaillé sur les archives nazies ouvertes après 1989. Sur cette maigre base documentaire, il construit pourtant la rhétorique qui va constituer son principal apport au négationnisme : les chambres à gaz n'ont été utilisées que comme instrument d'épouillage et non pour tuer des hommes ; leur caractère homicide est une supercherie, produit d'un « complot juif ».
Dans ses débuts, tout en veillant à ne pas paraître abuser trop ouvertement de son statut d'enseignant, Faurisson exploite pourtant celui-ci au service de son idéologie. Ses thèmes de travaux, cités notamment dans ses candidatures répétées pour le titre de professeur montrent que cette orientation négationniste est explicite au sein de l'Université :  son cours de maîtrise et son « séminaire de critiques de textes et documents » portent sur le Journal d'Anne Frank dont il conteste l'authenticité ; il accorde une mention « très bien » assortie des félicitations au mémoire de maîtrise de Cécile Dugas consacré à Robert Brasillach, lauréat en 1979 du prix Brasillach de l'Association des amis de Robert Brasillach, et qui aboutit en 1985 à la publication d'une hagiographie de l'ancien collaborationniste.
De même, il diffuse ses premiers écrits négationnistes en 1974 dans des cercles restreints au sein de l'Université ou en usant de son titre formel d'enseignant rattaché à l'université dans des courriers provocateurs adressés à plusieurs spécialistes de la Seconde Guerre mondiale. Ses écrits sous couvert de son statut d'enseignant et son utilisation trompeuse de papier à en-tête universitaire sont condamnés dès juin 1974 par le conseil de l'université de la Sorbonne, à la suite d'une lettre adressée au Centre de documentation juive de Tel-Aviv, révélée par la suite par l'hebdomadaire Tribune Juive. Cette première affaire est mentionnée dans la presse par Le Canard enchaîné, puis par Le Monde qui publie un article de Charlotte Delbo à son propos sans qu'il y soit nommé : il est privé d'un éventuel usage du droit de réponse qu'il réclame pourtant au quotidien et qu'il ne cesse d'exiger dès lors. Elle lui vaut également une fin de non-recevoir de la part du syndicat SNESup dont il se déclare membre dans certains de ses courriers et qui refuse finalement et définitivement sa demande d'adhésion lors de son affectation à l'université Lyon-II.

### Le tournant négationniste (1977-1978)
Il tente en 1977 de se faire à nouveau connaître comme spécialiste de la critique littéraire avec un nouvel ouvrage à nouveau publié par les éditions Pauvert (mais avec une moindre conviction), cette fois consacré aux poèmes de Gérard de Nerval dont il propose une « traduction » littérale issue de sa méthode personnelle de critique des textes. Mais comme le rapporte Valérie Igounet, « l'obscurantisme est de rigueur, Robert Faurisson utilise sa méthode d'interprétation des textes, inaugurée pour Rimbaud. Il suffit de s'en tenir exclusivement aux mots que nous lisons en faisant fi du contexte, qu'il soit littéraire, historique ou personnel ». Le succès n'est pas au rendez-vous et les critiques s'arrêteront finalement à l'inanité des « traductions ».
En 1977 également, il publie dans la revue d'extrême droite Défense de l'Occident « Quelques exécutions du maquis Bernard », une liste de personnes selon lui « victimes d'exécution » lors de l'épuration en Charente, censée préfigurer un futur ouvrage sur Les « Bavures », chronique sèche de 78 jours d'« Épuration » (1er juin-17 août 1944) dans quelques communes du Confolentais : il s'agit d'amorcer une possible réhabilitation de miliciens. Cette première publication est suivie en 1978, dans la même revue, d'un article où Faurisson reprend les thèses de Paul Rassinier et des négationnistes anglo-saxons Richard Verrall (en) (sous le pseudonyme de Richard Harwood) et Arthur Butz, tout en rendant hommage à François Duprat, théoricien néo-fasciste de la « droite nationale » et « passeur idéologique » du négationnisme au sein de celle-ci. Comme le conclut Valérie Igounet, « depuis quelque temps, on tentait de situer politiquement Robert Faurisson. En 1978, c'est chose faite. Pour beaucoup, Faurisson est un homme d'extrême droite. La publication dans Défense de l'Occident ôte les derniers doutes ».
Enfin, en janvier 1978, il tente, mais pratiquement en vain, de donner une publicité à ses théories lors d'un colloque sur le sujet Églises et chrétiens de France dans la Seconde Guerre mondiale, au Centre régional d'histoire religieuse de Lyon. Ayant fait irruption dans les débats lors des questions du public, il a la déception d'être rapidement interrompu, puis de voir que les actes du colloque ne reproduisent pas ses propos.
À l'aube des années 1980, Robert Faurisson va finalement se concentrer sur ce seul sujet davantage porteur de célébrité : le négationnisme.

### Le premier scandale Faurisson (1978-1980)
À travers sa soif de célébrité, et l'exploitation de son statut académique, Faurisson joue à partir de la fin des années 1970 un rôle clé dans l'histoire du négationnisme, résumé par l'historienne Valérie Igounet en ces termes : « il lui a apporté ce dont il avait besoin pour ne plus végéter, pour s'exporter et ressembler à un discours digne de ce nom. Surtout, il lui a insufflé un parfum de scandale ». L'histoire de Faurisson à partir de 1978 est donc faite d'une succession de provocations médiatiques et de procès utilisés comme tribunes, qui se confond avec celle plus large du mouvement négationniste français.

#### L'irruption dans le débat public (1978-1979)
Après vingt-deux tentatives infructueuses en quatre ans, tirant parti du scandale suscité par une interview de Louis Darquier de Pellepoix, ex-commissaire général aux questions juives du régime de Vichy publiée par L'Express en octobre 1978, Faurisson parvient à se révéler au grand public par un premier article publié par Le Matin de Paris le 1er novembre 1978, et surtout le 29 décembre 1978 avec la publication d'une lettre tribune par le quotidien Le Monde, intitulée « Le Problème des chambres à gaz, ou la rumeur d'Auschwitz », version abrégée de son article de Défense de l'Occident. Le Monde accompagne cette publication d'une réfutation par l'historien Georges Wellers, intitulé « Abondance de preuves » et la fait suivre le lendemain d'un article de l'historienne Olga Wormser sur l'histoire de la Shoah et d'un second du président de l'Université Lyon-II, Maurice Bernadet, condamnant les propos de l'enseignant mais avouant l'impuissance de l'institution en l'absence formelle de faute professionnelle avérée. Ces articles lui ouvrent la voie des « droits de réponse » dont il fait par la suite un abondant usage afin d'être publié et de prolonger la polémique. Il tire alors également parti de la curiosité du public français pour ces questions après la diffusion du téléfilm Holocauste en 1979, qui marque pour Pierre Vidal-Naquet la « spectacularisation du génocide, sa transformation en pur langage et en objet de consommation ».
Faurisson fait l'objet d'une enquête administrative, dont les conclusions en décembre 1978 recommandent une mutation « qui n'apparût pas comme une mesure disciplinaire » afin d'éviter le « délit d'opinion » et conclut que « de vraies sanctions pour M. Faurisson, il n'en est que deux : le silence (ce à quoi le président Bernadet s'est employé avec succès jusqu'à l'article du Matin) et le ridicule où le ferait sombrer une confrontation avec de vrais historiens (mais ceux-ci ne se déroberaient-ils pas ?) ». Par la suite, Faurisson se dit dans l'incapacité d'assurer ses cours en raison de menaces pesant sur sa personne (Valérie Igounet émet à cet égard l'hypothèse d'une part de manipulation, l'enseignant prévenant les organisations juives de la date et de l'heure de ses cours où il se rend accompagné d'un huissier afin de faire constater les réactions dont il fait l'objet). Il est finalement affecté à l'enseignement à distance (sans activité d'enseignement effective) en octobre 1979 avec son accord. Pour le philosophe et historien François Azouvi, dès lors, « Faurisson est ainsi installé dans la posture idéale pour lui : celle de la victime solitaire face au consensus des puissants […] la mécanique perverse est en marche : plus Faurisson sera réfuté, plus il se déclarera victime d'un complot ».
Ce n'est cependant qu'en 1990 que son poste sera définitivement transféré au Centre national d'enseignement à distance malgré ses protestations et qu'il sera privé de sa position universitaire. Il est donc resté formellement affecté à Lyon II et titulaire de sa chaire durant près d'une décennie et aura été au total salarié par l'État sans remplir aucun service public de 1979 à sa retraite en janvier 1995. Selon le rapport de la Commission sur le racisme et le négationnisme à l'université Jean-Moulin Lyon III, ces retards s'expliquent essentiellement par « le fragile équilibre des pouvoirs entre l'État et l'Université, une des singularités majeures du système français » et par « [des] réticences à agir, [des] ambivalences, [des] retards apportés au dossier […] venus non pas de l'Université mais de l'État ».
Dans les années 1970-1980, il est défendu en justice par Daniel Burdeyron, un ancien militant néonazi, devenu responsable du FN.

#### La Vieille Taupe et le soutien du «révisionnisme révolutionnaire»
Robert Faurisson bénéficie dans les années 1980 du soutien actif de Pierre Guillaume, de Serge Thion et d'une poignée de militants de l'ultragauche, rassemblés autour des éditions de La Vieille Taupe. Pour l'historien Henry Rousso, « l'attrait de ces groupuscules pour les théories de Rassinier, puis de Faurisson, s'explique par une réceptivité plus grande aux théories du complot, à la « crypto-histoire » et à l'« hypercriticisme », mais aussi par leur incapacité d'admettre que l'extermination des juifs n'a pas relevé d'une rationalité matérialiste, jusqu'au point d'en nier l'existence dès lors qu'elle ne répondait pas à une logique de lutte des classes. Par ailleurs, elle résulte d'analyses qui reprennent l'antistalinisme d'un Rassinier et qui les portent à minorer les crimes du nazisme. » Avec la défense de Robert Faurisson et de sa cause, cette fraction de l'ultra-gauche déjà acquise aux idées de Paul Rassinier dans les années 1970 se donne l'occasion de durer à travers ce que la biographe Valérie Igounet qualifie d'« une autre façon d'exister ».
Pierre Guillaume rencontre Faurisson en novembre 1979 et réactive à son profit ses réseaux politiques. Il lui apporte sa caution de militant de gauche et multiplie les tracts en sa faveur.
Le 27 mars 1980, il consulte Raymond de Geouffre de la Pradelle, l'avocat de Paul Rassinier, Paul Touvier et défenseur dans la presse d'Adolf Eichmann et Rudolf Hess afin de nier le fait que 86 internés du Camp de Natzweiler-Struthof furent gazés pour compléter la Collection de squelettes juifs du professeur Hirt.
En avril 1980, Serge Thion publie Vérité historique ou vérité politique ? Le dossier de l'affaire Faurisson. La question des chambres à gaz. Il contribue par la suite fortement à la diffusion des écrits faurissonniens sur le Web grâce à son site de l'Aaargh (Association des anciens amateurs de récits de guerre et d'Holocauste).
Le 1er novembre, Faurisson, hostile à la série Holocauste, réalisée par Marvin J. Chomsky, le cousin de Noam Chomsky, publie, sans son accord, un « avis » du linguiste, publié le 11 octobre ; sur la liberté d'expression, en guise de préface de son livre Mémoire en défense (contre ceux qui m'accusent de falsifier l'Histoire : la question des chambres à gaz) qui, alerté par Jean-Pierre Faye, demande à Serge Thion de la retirer en vain.

En décembre 1980, la publication aux Éditions de La Vieille Taupe du Mémoire en défense contre ceux qui m'accusent de falsifier l'histoire permet à Faurisson de réaliser un nouveau coup médiatique. C'est également par l'intermédiaire de Pierre Guillaume que Faurisson parvient à être reçu par Ivan Levaï en décembre 1980 sur Europe 1 ; il y formule la synthèse de son discours dans une déclaration préparée à l'avance, devenue emblématique : 

« Les prétendues « chambres à gaz » hitlériennes et le prétendu « génocide » des Juifs forment un seul et même mensonge historique, qui a permis une gigantesque escroquerie politico-financière dont les principaux bénéficiaires sont l'État d'Israël et le sionisme international, et dont les principales victimes sont le peuple allemand — mais non pas ses dirigeants — et le peuple palestinien tout entier. »

Felipe Brandi, après d'autres, souligne le caractère finalement extrêmement marginal de cette survie d'une fraction de l'utra-gauche dans les années 1980 et 1990 à travers cette conjonction avec Faurisson : « Selon moi, au cœur du déclin des luttes de masse qui dura au moins deux décennies, le négationnisme (et la formidable attention que les médias portèrent à cette affaire) sembla redonner la vie et un certain sens du mouvement à de petites coteries marginales ne réunissant à elles toutes qu’une petite centaine de personnes ». En revanche, Alain Finkielkraut insiste dès 1982 sur l'importance de ce négationnisme d'extrême-gauche et sur sa « modernité ».

#### Noam Chomsky et la liberté d'expression de Robert Faurisson
Noam Chomsky est mis en relation avec Robert Faurisson par Serge Thion et Pierre Guillaume en 1979. Il signe alors une pétition en faveur de « la liberté de parole et d'expression » de Faurisson, lancée par le négationniste américain Mark Weber (en). À la suite des réactions suscitées par cet engagement, il adresse à Serge Thion quelques pages de « commentaires élémentaires sur le droit à la liberté d'expression », où il indique cependant « Je ne dirai rien ici des travaux de Robert Faurisson ou de ses critiques, sur lesquels je ne sais pas grand-chose, ou sur les sujets qu'ils traitent, sur lesquels je n'ai pas de lumières particulières ». Il a la surprise de découvrir peu après que ce texte a été joint comme préface au Mémoire en défense contre ceux qui m'accusent de falsifier l'histoire rédigé par Robert Faurisson et publié par les éditions de la Vieille Taupe dirigées par Pierre Guillaume, mais il en assume finalement la publication. Une polémique naît de ce soutien, illustrée en particulier par une controverse entre Noam Chomsky et Pierre Vidal-Naquet,. Ce dernier lui reprochera notamment de qualifier Faurisson de « libéral relativement apolitique ».

### La multiplication des affaires dans les années 1980-1990

#### Une stature internationale au sein de la chapelle négationniste
Le début des années 1980 est également l'occasion pour Robert Faurisson d'élargir son public au-delà des frontières françaises. Il commence à être entendu sur quelques radios des pays arabes et se voit interviewé par l'hebdomadaire irakien Kol al Arab, préfigurant ainsi son futur virage iranien des années 2000. Il se fait également reconnaître par le milieu négationniste américain en participant dès septembre 1979 à une première « Convention révisionniste » à Los Angeles, organisée par l'Institute for Historical Review fondée par les militants antisémites Willis Carto et David McCalden (en). Il entretient dès lors des relations étroites avec cet organisme qui, comme le résume le politologue Jérôme Jamin, « avec sa prétention scientifique et son journal (Journal of Historical Review), […] fédère sur le plan international, à partir de la Californie, les négationnistes de tous horizons ». Il devient un des principaux orateurs de ses conventions annuelles et entre au comité de rédaction du Journal of Historical Review (en).
Ses relations avec ses homologues sont cependant parfois tumultueuses pour celui qui se qualifie lui-même de « pape du révisionnisme » et semble se vouloir l'unique maître à penser de ce courant. Il rompt par exemple avec Carlo Mattogno lorsque ce dernier reste en contact avec Jean-Claude Pressac après l'affaire du rapport Leuchter. Dans le même ordre d'idées, le négationniste britannique David Irving se voit quant à lui qualifié de « semi-révisionniste ». Pierre Vidal-Naquet relate un témoignage plus général de Pierre Sergent sur l'isolement de Faurisson au début des années 1990 au sein du milieu négationniste international où « les seuls fidèles à l'étranger sont donc les nazis, allemands et américains essentiellement ».

#### Les affaires Pressac, Roques, Leuchter
Des « hommes de papier » permettent également à Robert Faurisson de susciter des affaires et de faire parler de lui et de sa cause : pour Valérie Igounet, il « désire, à tout prix, provoquer d'autres affaires où il serait surexposé ». Ce seront successivement Jean-Claude Pressac avec lequel l'affaire a un cours inattendu et ambigu, puis Henri Roques et Fred Leuchter, dont il est l'inspirateur, sinon en partie l'auteur.

##### Jean-Claude Pressac
Jean-Claude Pressac est un cas rare dans la galaxie négationniste : réputé être passé du statut de collaborateur de Faurisson en 1979-80 à celui d'adversaire déclaré à partir de 1981-82, il demeure une source d'interrogations sur sa démarche personnelle vis-à-vis de la négation de la Shoah et plus généralement du nazisme. Son parcours semble par ailleurs inséparable de celui de Robert Faurisson.
Pharmacien à Compiègne, initialement en quête de documentation – semble-t-il – pour un roman historique ayant le IIIe Reich comme toile de fond, Jean-Claude Pressac s'adresse à Robert Faurisson à l'aube des années 1980. Pour ce dernier, il est alors l'homme providentiel dont la « formation scientifique » apporte à ses thèses déjà chancelantes un appui inespéré : comme le résume Nicole Lapierre, « l'enjeu est central pour les négationnistes assignés en justice, et Pressac tombe à pic avec ses compétences et son obstination. L'été 1980, il repart à Auschwitz pour tenter de démontrer que le crématoire II n'a pas pu fonctionner. » Dans l'immédiat, il joue plus prosaïquement le rôle d'émissaire en quête de documentation aux archives du Musée d'Auschwitz, où Faurisson n'est plus le bienvenu.
Mais la suite est inattendue : « il se met à douter, mais cette fois des thèses faurissoniennes. Ce qu'il explique à Faurisson dès son retour. C'est un retournement complet en 1982 », à l'opposé des attentes de Robert Faurisson et de Pierre Guillaume. Pressac, pour des raisons qui demeurent incertaines, se détourne finalement du « maître » qui semble vivre cette rupture comme une trahison et dont il devient lui-même un ennemi acharné. D'abord invité surprise et emblématique du colloque de l'École des hautes études en sciences sociales à la Sorbonne en 1982 à l'initiative de Pierre Vidal-Naquet, Pressac publie par la suite successivement deux ouvrages exclusivement consacrés à la micro-histoire des chambres à gaz d'Auschwitz baptisée « Histoire technique des chambres à gaz », dont le premier en 1989 sous l'égide de la fondation Klarsfeld ainsi que divers articles consacrés à réfuter dans le détail les écrits de Faurisson, après avoir participé à l'édition française de l'Album d'Auschwitz en 1983. Ses contributions à la recherche sont validées et reconnues ; Pressac fait ainsi l'objet d'un accueil d'abord enthousiaste de la part de l'histoire universitaire . Selon Nicole Lapierre, pour Denis Peschanski et François Bédarida de l'Institut d'histoire du temps présent (IHTP), à propos du second ouvrage de Pressac : « il ne s'agissait pas de promouvoir un livre qu'ils avaient contribué à éditer, mais d'asséner une vérité historique « sans réplique », selon les termes de François Bédarida ». La contre-attaque faurissonienne ne tarde pas, sous une forme inattendue : Pressac serait en réalité un nostalgique du nazisme, collectionneur de reliques hitlériennes.
Les ambigüités de Jean-Claude Pressac conduisent notamment Serge Klarsfeld et Pierre Vidal-Naquet à prendre leurs distances avec lui et à entretenir le doute à son propos. Personnage finalement confus, Pressac apporte un concours reconnu à l'histoire de l'extermination tout en restant à la limite de son engagement initial en faveur du négationnisme. Quoi qu'il en soit, la violence de son conflit personnel avec Robert Faurisson anime la scène négationniste jusqu'à son décès en 2003 et donne à Faurisson l'occasion répétée de nouvelles publications.

##### L'affaire Roques (1985-1986)
L'affaire Roques est plus simple : Henri Roques, militant de longue date de l'extrême droite néofasciste notamment au sein de la Phalange française, soutient en juin 1985 à l'Université de Nantes, devant un jury de complaisance lui-même composé de militants d'extrême droite, une thèse pour le doctorat d'Université en Lettres modernes sur Les confessions de Kurt Gerstein. Étude comparative des différentes versions. Appuyée sur les classiques du négationnisme, fortement marquée par l'empreinte faurissonienne et visant à disqualifier ce témoignage, la thèse fait bientôt scandale : pour Henry Rousso, « C'est la première fois que les négationnistes tentent de faire ainsi avaliser un diplôme fondé ouvertement sur l'expression de thèses négationnistes ». La soutenance et l'attestation du titre de « docteur » sont finalement annulées en juillet 1986 pour irrégularités administratives. Or, en contact avec Faurisson depuis 1978, Roques a bénéficié de sa « documentation » et de ses « conseils ». Valérie Igounet, à la suite de Pierre Vidal-Naquet, s'interroge sur ce que recouvre cette collaboration.
En 1986, il adhère à l'Union des athées, ce qui suscite la démission d'Henri Caillavet. Il en sera exclu en septembre 1993.

##### Le rapport Leuchter (1988-1990)
Faurisson joue enfin un rôle clé dans l'affaire dite du rapport Leuchter. Depuis 1985, il s'est fortement impliqué dans la défense d'Ernst Zündel, propagandiste néo-nazi en procès au Canada. À cet effet, il concourt avec David Irving à recruter Fred Leuchter (en), qui se dit lui-même ingénieur et que Faurisson présente comme étant « spécialisé dans l’étude de la fabrication des systèmes d’exécution capitale dans les pénitenciers américains ». Contre rémunération, Leuchter témoigne au procès Zündel en 1988 et fournit le « rapport Leuchter » où il affirme l’impossibilité du fonctionnement des chambres à gaz sur lesquelles il est allé enquêter à Auschwitz et à Majdanek.
Lors du procès, Leuchter s’avère être un imposteur dénué de qualifications scientifiques. Il n’a d’autre part aucune expérience professionnelle réelle en matière de construction de chambres à gaz. Son expertise chimique des résidus laissés par l’utilisation du Zyklon B à Auswchitz est réfutée par une étude menée en 1994 par l’Institut de recherche médico-légale de Cracovie. L’ensemble des considérations techniques et historiques du « rapport Leuchter » est invalidé notamment par Jean-Claude Pressac.
En dépit de son invalidation sur tous les plans, le rapport de Fred Leuchter est depuis régulièrement utilisé par Robert Faurisson qui y voit une preuve définitive de l’impossibilité technique des chambres à gaz ; Valérie Igounet conclut dans sa biographie qu’« en lui, Robert Faurisson pensait trouver le scientifique pouvant succéder à Jean-Claude Pressac ».

#### Faurisson en difficulté (1995-2000)
À partir de 1995 et jusqu'au début des années 2000, Faurisson est en perte de vitesse : il est concurrencé par une troisième génération de jeunes négationnistes « décomplexés » (Olivier Mathieu, Alain Guionnet) ; affichant plus ouvertement leur antisémitisme, ceux-ci supportent mal ses exigences de reconnaissance et considèrent que son thème fétiche de l'existence des chambres à gaz est dépassé. Son meilleur soutien, Pierre Guillaume, lassé de son intransigeance, s'affranchit également de la tutelle du « maître ». Surtout, dit Valérie Igounet, « un homme est en passe de voler la place de Robert Faurisson. Depuis un moment, certains travaillent à la renaissance du négationisme, mais sous terre et sans ce provocateur. » Une nouvelle mutation de l'ultra-gauche négationniste est en effet en marche, cette fois islamo-négationniste et surtout organisée autour d'un nouveau concurrent qui plagie ouvertement Faurisson : Roger Garaudy publie Les Mythes fondateurs de la politique israélienne en 1995 aux Éditions de La Vieille Taupe.
Faurisson va « [tenter] d'assurer sa survie médiatique ». À cet effet, son discours se radicalise et ses précautions verbales s'atténuent. Ses écrits sont ignorés par la presse nationale et ne paraissent plus que dans ce que Valérie Igounet qualifie de « presse d'extrême droite marginale, réservée à un public ciblé et donnant à lire certains propos intolérables », à un moment où « il n'existe plus au sein du FN de désaveu général du négationnisme » : Le Choc du mois, Rivarol, National-Hebdo, Tribune nationaliste (organe du Parti nationaliste français et européen) ou encore Militant. Les circonstances et le caractère plus que jamais provocateur et « infréquentable » de ses propos vont pourtant paradoxalement favoriser son instrumentalisation par de nouveaux acteurs de la scène négationniste, à laquelle il consent volontiers.
En mai 1999, il adresse publiquement un courrier à Bruno Gollnisch et Jean-Marie Le Pen, qui lui répondent dans Faits et Documents.

### Antisionisme et consécration (les années 2000)

#### Les premiers contacts avec l'antisionisme arabo-musulman
Robert Faurisson commence à être l'objet d'interviews dans des médias de pays arabes dans les années 1980. Ses écrits y sont ensuite diffusés dans les années 2000, époque où il se focalise sur la dénonciation d'un « complot judéosioniste ».

#### Le rebond iranien
Pour l'historienne Valérie Igounet, la « question palestinienne » caractérise une nouvelle mutation du discours de Robert Faurisson dans les années 2000, qui lui permet d'atteindre le stade de la « consécration » au sein de la mouvance négationniste après ses précédentes difficultés. Il tire alors parti de l'actualité après la seconde intifada et bénéficie de son instrumentalisation comme outil de propagande politique en Iran : « Il ne s'agit plus de montrer les « incohérences » d'une histoire technique du génocide des juifs ou encore de se concentrer sur certains de ses aspects pour mettre en évidence ses contradictions. Place à la propagande politique et à la dénonciation du « complot judéo-sioniste » […] Cela faisait déjà un long moment que le négationnisme traditionnel déclinait. En ce cinquième âge, le discours faurissonnien s'adapte et focalise sa dénonciation sur la lutte sur le « judéo-sionisme » ».
Cette période coïncide en effet avec l'adoption du négationnisme comme discours officiel par le régime iranien et plus généralement avec la diffusion du négationnisme dans une partie du monde arabo-musulman à la suite de l'effet Roger Garaudy. Présenté comme « le professeur Faurisson », Robert Faurisson devient une personnalité régulièrement mise en avant par les medias iraniens, notamment à l'occasion de conférences négationnistes organisées à partir de 2006 à Téhéran, ce qui conduit Valérie Igounet à conclure que « l'Iran et son président lui offrent ce qu'il attend et recherche depuis de nombreuses années : la consécration ». Plus prosaïquement, Faurisson récupère la place de Roger Garaudy, que l'âge a rendu de moins en moins apte à assumer le rôle de porte-parole itinérant du négationnisme.
Sur le fond, Faurisson rebondit grâce à un double phénomène analysé par Henry Rousso : la rencontre entre d'une part en France « la surexploitation par les médias ou les associations antifascistes […] de phénomènes négationnistes locaux limités » et d'autre part la récupération de ce négationnisme occidental dans les pays arabes. Sur ce nouveau terrain, son expression ne rencontre aucun des freins juridiques ou politiques propres à l'histoire européenne. Il peut alors servir à « dénoncer la politique de l'État d'Israël accusée de reposer exclusivement sur l'« exploitation » d'un « crime imaginaire », ce qui permet de déculpabiliser les idéologies antisémites, et de jouer là encore sur une inversion du statut des bourreaux et des victimes, en entretenant volontairement les confusions entre « juifs » et « israéliens », « antisémites » et « antisionistes » ».
Sur un autre plan, celui du financement de la nébuleuse négationniste française, Valérie Igounet émet la double hypothèse d'un financement par les courants négationnistes américains, mais aussi celle de contributions de longue date par l'Iran à partir de l'affaire Gordji en 1987.

#### Une nouvelle nébuleuse «antisioniste» autour de Faurisson
Une « nouvelle nébuleuse » se constitue parallèlement autour de Faurisson afin d'en relayer la propagande, avec en particulier Paul-Éric Blanrue et l'humoriste Dieudonné. Pour Valérie Igounet, « Le point de ralliement de ces hommes est un « antisionisme » radical, paravent d'un antisémitisme déguisé, qui trouve aujourd'hui son aboutissement discursif dans le négationnisme ». Internet participe grandement de ce rebond.
Paul-Éric Blanrue, héritier idéologique de Faurisson, joue un rôle clé dans son retour sur la scène médiatique des années 2000. Plusieurs membres de cette nébuleuse alliant une fraction de l'extrême gauche propalestinienne et l'extrême droite antisémite se retrouvent ou se reconnaissent dans la liste du parti antisioniste constituée par Dieudonné pour les élections européennes de 2009, dont Alain Soral et Thierry Meyssan. On y rencontre également Ginette Hess-Skandrani ou encore Maria Poumier, auteur d'un opuscule hagiographique consacré à Faurisson, ainsi que Michèle Renouf (en). Peter Rushton devient l'administrateur du « blog inofficiel » robertfaurisson.blogspot.com, dont Guillaume Fabien Nichols serait l'animateur ; tandis que Rushton fut un proche du British National Party puis du White Nationalist Party (en), Nichols est un ancien du Parti nationaliste français et européen (PNFE).
Remis en selle grâce à ces soutiens, Faurisson est l'instrument consenti d'une nouvelle provocation médiatique en décembre 2008, organisée par Paul-Éric Blanrue en présence de différents emblèmes de ce nouveau melting-pot des extrêmes antisémites et antisionnistes dont Jean-Marie Le Pen, Alain de Benoist ou encore Kémi Seba : Dieudonné lui remet sur la scène du Zénith un « prix de l'infréquentabilité et de l'insolence ». La soirée se conclut par un dîner de réveillon en l'honneur de Robert Faurisson à la Main d'or. Le tapage médiatique rebondit avec un spectacle de Dieudonné dédié à Robert Faurisson le 29 janvier 2009 à l'occasion de son anniversaire et se prolonge avec une première vidéo du sketch Dieudonné-Faurisson diffusée sur le Web, suivie à l'automne 2011 d'une seconde réalisée par Blanrue en forme d'interview apologétique de Faurisson. Il est également relayé par Jean Bricmont, coauteur de la pétition en faveur du militant Vincent Reynouard, qui prend, sous couvert d'antisionisme, la défense de la « liberté d'expression de Robert Faurisson ».
Comme le résume Valérie Igounet, Faurisson est devenu l'alibi consenti d'une « nébuleuse en mal d'idéologie, qui abrite en son sein une manne hétéroclite d'hommes et de femmes venus d'horizons politiques ou sociologiques les plus divers : anciens écologistes, personnes d'extrême-gauche, islamistes, ex-mannequin, gens d'extrême droite, catholiques intégristes, tiers-mondistes, etc. ».
En avril 2016, lors du banquet du 65e anniversaire du journal Rivarol, Faurisson fait une allocution de plus d'une heure à teneur négationniste devant près de 600 personnes. En réaction, la Licra et le délégué interministériel à la lutte contre le racisme et l'antisémitisme (Dilcra) saisissent le Parquet de Bobigny pour les propos négationnistes tenus par Faurisson.

## Le falsificateur

### L'Histoire universitaire et Faurisson

#### La déclaration d'historiens
Dès février 1979 paraît dans Le Monde une déclaration rédigée par Léon Poliakov et Pierre Vidal-Naquet et signée par 34 historiens ; retraçant l'histoire de l'extermination, elle souligne la valeur des témoignages en tant que sources historiques et en rappelle les règles de critique dans le travail de l'historien. Elle se conclut en affirmant :

« Il ne faut pas se demander comment, techniquement, un tel meurtre de masse a été possible. Il a été possible techniquement puisqu'il a eu lieu. Tel est le point de départ obligé de toute enquête historique sur ce sujet. Cette vérité, il nous appartenait de la rappeler simplement : il n'y a pas, il ne peut y avoir de débat sur l'existence des chambres à gaz. »

Cette dernière formulation vise l'absurdité de la remise en cause faurissonienne d'un constat scientifique rigoureusement étayé, en l'état de l'art, par l'analyse critique des nombreuses sources disponibles. Cependant, par le biais d'un complet renversement de sens, elle est dès lors abondamment instrumentalisée par la propagande négationniste et en particulier par Faurisson qui la présente comme un aveu d'impuissance et d'échec de « l'histoire officielle » : usant d'un procédé fréquent du négationnisme consistant à faire une lecture sélective du texte volontairement oublieuse des sources et de ce qui en est dit, il réduit cette déclaration à cette seule formule extraite de son contexte qui devient dès lors aisément manipulable.
Le caractère lapidaire de cette conclusion est critiqué par certains historiens pour qui elle semble asséner une « histoire officielle » ; sa maladresse est par la suite regrettée par Pierre Vidal-Naquet lui-même. Henry Rousso souligne l'existence à ce moment d'un malaise des historiens déroutés par l'irrationalité de Faurisson, que Jean Levi analyse en ces termes, dans une réflexion plus générale sur l'écriture de l'histoire : « les thèses de Faurisson font problème. Elles font problème non parce qu'elles sont fondées, mais tout au contraire parce que, n'étant nullement fondées, elles n'en embarrassent pas moins les historiens, et cela pour des motifs autres que ceux avoués : discuter les thèses des révisionnistes, n'est-ce pas discuter avec eux ; prendre la peine de réfuter leurs mensonges, n'est-ce pas d'une certaine façon leur faire l'honneur de les prendre au sérieux ; etc. ? ».
Soucieux de ne pas contribuer à donner crédit ni légitimer Faurisson après son irruption dans le débat public, les historiens veillent à l'exemple de Pierre Vidal-Naquet à ne pas engager de débat avec l'« Eichmann de papier » qui prolonge abstraitement dans ses publications les crimes contre l'humanité du nazisme. L'historien Maxime Steinberg écrit significativement à ce propos dans un compte rendu du colloque de l'EHESS tenu à la Sorbonne : « le colloque de 1982 n'a accordé aucune reconnaissance scientifique à la tentative. Il ne s'est pas laissé prendre à la provocation ».
La réfutation immédiate de son discours s'opère cependant par un double moyen : d'une part l'analyse et la mise en évidence de ses procédés falsificateurs lors d'études sur le négationnisme en tant que courant idéologique, d'autre part le rappel et l'approfondissement de l'analyse historique sur ses thèmes fétiches, ainsi qu'un retour, selon les mots d'Annette Wieviorka « aux faits, rien qu'aux faits, minutieusement établis, minutieusement vérifiés, pour laisser à leur contestation la marge la plus faible possible ».

#### La manipulation de l'Histoire
Les procédés faurissoniens et ceux plus largement partagés au sein du courant négationniste sont très tôt mis en évidence en particulier par Pierre Vidal-Naquet dans plusieurs contributions éparses à partir de 1980, rassemblées en 2005 dans les Assassins de la mémoire, ainsi que par Nadine Fresco notamment dans Les redresseurs de morts. Chambres à gaz : la bonne nouvelle. Comment on révise l'histoire. Par la suite, le courant idéologique négationniste et le rôle de Faurisson en son sein font l'objet d'analyses plus spécifiques, en France notamment par Valérie Igounet et Henry Rousso. Pour ce dernier en effet, « plutôt que de s'épuiser à réfuter les arguments négationnistes, une entreprise moralement louable mais intellectuellement inutile, il est préférable de considérer ce mouvement comme un fait de société et de culture, voire comme un symptôme qui nous parle des marges de nos sociétés démocratiques ».
Le point commun de ces analyses du discours est d'en mettre en évidence le caractère pseudo-scientifique, les artifices et la démarche manipulatrice à la suite de Pierre Vidal-Naquet pour qui « il est vrai qu'il est absolument impossible de débattre avec Faurisson. Ce débat, qu'il ne cesse de réclamer, est exclu parce que son mode d'argumentation — ce que j'ai appelé son utilisation de la preuve non ontologique — rend la discussion inutile. Il est vrai que tenter de débattre serait admettre l'inadmissible argument des deux « écoles historiques », la « révisionniste » et l'« exterminationniste ». Il y aurait, comme ose l'affirmer un tract d'octobre 1980 signé par différents groupes de l'« ultra-gauche », les « partisans de l'existence des « chambres à gaz » homicides » et les autres, comme il y a les partisans de la chronologie haute ou de la chronologie basse pour les tyrans de Corinthe, comme il y a à Princeton et à Berkeley deux écoles qui se disputent pour savoir ce que fut, vraiment, le calendrier attique. Quand on sait comment travaillent MM. les révisionnistes, cette idée a quelque chose d'obscène ».
Pour Yves Ternon, « […] les faits sont maltraités. La réponse est déjà donnée avant que la question soit posée. La pensée totalitaire agresse les faits, elle les supprime, les transforme, les malaxe ou les déforme. Les événements, de même que les hommes, sont utilisés comme les moyens d'une fin préétablie. Abusés ou perfides, les Rassinier, Faurisson, Butz, Harwood ne sont que les émanations fétides des poubelles d'une internationale raciste qui cherche en vain une crédibilité politique par des manœuvres grossières ne méritant même pas une analyse ». François Bédarida y voit « derrière une feuille de vigne de scientificité », la conjonction des « faux-semblants de la méthode hypercritique », de « failles de raisonnement » confinant au « charlatanisme » et enfin de la théorie du complot. François Rastier souligne pour sa part un double effet de glissement « du politique au scientifique dans le discours négationniste, qui mime à s'y méprendre le positivisme ordinaire des sciences humaines ; du scientifique au judiciaire quand, dans un article « savant », Robert Faurisson accuse Primo Levi d'être un « faux témoin » par syllepse sur l’acception historique et l'acception judiciaire ». Deborah Lipstadt souligne quant à elle la faculté remarquable de Faurisson à réécrire les faits qui lui conviennent tout en niant ceux qui iraient à l'encontre de ses présupposés. Pour Nicole Lapierre, enfin, « La méthode faurissonienne repose sur une stratégie argumentative qui renvoie la charge probatoire à ses adversaires et l'invalide dans un même mouvement […] Par cette « intimidation de l'ultra-preuve », ils entretiennent délibérément la confusion entre critique des sources et critiques des preuves […] ».
En définitive, seuls les soutiens politiques les plus extrémistes de Robert Faurisson prétendent encore que ses publications auraient un caractère scientifique,. C’est le cas en particulier en France du Front national des années 1980 et 1990, et de ses dirigeants Jean-Marie Le Pen et Bruno Gollnisch.

#### Une théorie du complot
Le discours tenu par Robert Faurisson est par ailleurs une théorie du complot, recyclage du prétendu complot juif. Outre Pierre Bédarida, Pierre-André Taguieff relève que « le négationnisme reformulé par Faurisson dans les années 1970 baigne dans le conspirationnisme antisioniste » et que, dans celui-ci « le « complot judéo-maçonnique » se transforme en complot occidentalo-sioniste, voire sionisto-mondialiste ».

#### Des «thèses» immédiatement réfutées
Les « démonstrations » faurissoniennes issues de ces procédés de manipulation des sources sont explicitement réfutées parfois point par point, par exemple à propos du « journal Kremer » (du nom de Johann Kremer, un médecin SS affecté à Auschwitz en 1942) par Georges Wellers puis par l'historien belge Maxime Steinberg en 1989 dans Les yeux du témoin ou le regard du borgne, L'histoire face au révisionnisme. François Delpech, lui-même professeur au Centre Régional d'Histoire religieuse de l'Université Lyon II, s'adresse quant à lui aux enseignants dans un article publié par la revue Historiens et Géographes en juin 1979 afin de « rappeler les grands traits de la persécution nazie et de l'attitude de Vichy, et de faire le point sur l’état des publications et sur les problèmes controversés ».
Enfin, un colloque international organisé par l’École des hautes études en sciences sociales se tient en juillet 1982 à la Sorbonne sous la direction de Raymond Aron et François Furet ; publié en 1985 sous le titre L'Allemagne nazie et le génocide juif, il dresse l'état des lieux de l'histoire du génocide, en présentant successivement les fondements de l'antisémitisme nazi, la genèse et le développement de la « solution finale », les réactions qu'elle a suscitées et enfin l'historiographie de la question. Dans l'historiographie anglo-saxonne des années 1990, on voit également Deborah Lipstadt prendre en particulier Faurisson comme exemple lorsqu'elle choisit de conclure son ouvrage fondateur sur le négationnisme par un chapitre consacré à la réfutation détaillée de trois de leurs thèmes fétiches (l'utilisation du Zyklon B, la « preuve » de l'existence des chambres à gaz et enfin le Journal d'Anne Frank). Certains auteurs dénoncent cependant une relative faiblesse de l'historiographie française du début des années 1980, qualifiée par exemple de « scientifiquement faible » par l'historien belge Jean Stengers et imputent pour partie à ce défaut l'écho suscité dans l'opinion publique par les thèses de Faurisson.
Par ailleurs, en France comme dans d'autres pays (Raul Hilberg face à Faurisson lui-même lors du premier procès Zündel au Canada en 1985, Christopher Browning lors du procès en appel en 1988), les historiens (par exemple Léon Poliakov, Nadine Fresco, Valérie Igounet, Annette Wieviorka et Henry Rousso en 2007) sont également appelés à témoigner et apporter leur expertise lors des différents procès dans lesquels Robert Faurisson est en cause ou bien lui-même appelé à témoigner à partir des années 1980. Cependant, c'est alors en quelque sorte dans les prétoires qu'a finalement lieu, aux yeux des négationnistes, le débat qu'ils réclamaient en vain et dont ils peuvent dès lors se prévaloir, même lorsque le procès ne tourne pas à leur avantage. La difficulté est alors que la notion de preuve, dans le formalisme procédural, est fortement réduite par rapport à ce qui est essentiel aux travaux historiques.
Plus prosaïquement, un mouvement de réfutation similaire se produit sur le Web dans les années 1990 avec des sites privés portant la contradiction comme le phdn.org de Gilles Karmasyn, Internet étant rapidement devenu un terrain de repli du négationnisme notamment français. Dans le monde anglo-saxon, ce sont cependant davantage les institutions universitaires qui se soucient d'occuper ce terrain, à l'image du site Holocaust Denial on Trial spécifiquement dédié à documenter l'affaire Irving.
Pour Henry Rousso, cependant, « [il] est tout à fait frappant de constater qu'il n'y a aucun lien entre les progrès de la connaissance scientifique et le développement du négationnisme. Le fait que l'analyse historique s'affine n'a aucun effet sur le discours négationniste qui reste identique à lui-même. D'où l'inanité d'une quelconque « réponse » à ces discours autre que politique ou juridique ».

#### La fiction d'une contre-histoire «révisionniste»
Certains historiens tels Raul Hilberg, Jean Stengers ou encore Serge Klarsfeld considèrent que des écrits tels ceux de Faurisson ont pu susciter involontairement un certain approfondissement de la recherche. Cependant, comme le souligne Henry Rousso, « si l'on observe son histoire depuis une trentaine d'années, on se rend compte que [le mouvement négationniste] n'a soulevé pratiquement aucune question historiographique d'importance, sinon en incitant les historiens à plus d'attention sur le sujet – c'est l'une des conséquences en France des polémiques autour de Faurisson qui ont contribué à accroître l'intérêt pour l'histoire du nazisme et de l'Holocauste. Le négationnisme n'a ainsi jamais modifié, de manière substantielle, les vérités factuelles élaborées par l'historiographie scientifique […] ».
Robert Faurisson prétend pourtant régulièrement avoir forcé les historiens à engager le débat avec lui et en fait sa principale victoire. L'historien Robert Jan van Pelt (en), témoin au procès du négationniste anglais David Irving en 2000, note à propos de la publication des écrits de Faurisson et de leur réfutation par Georges Wellers dans Le Monde en 1978 que « bien que Wellers ait pleinement réfuté les arguments [de Faurisson], la publication de sa lettre s'avéra rapidement être une erreur : la publication des deux documents sur une même page donna à penser que les arguments respectifs de Faurisson et de Wellers étaient également admissibles sur le plan intellectuel, - c'est-à-dire en bref qu'il y avait (comme les négationnistes tentaient constamment de l'établir) une thèse « révisionniste » et une autre « exterminationniste » à propos de l'Holocauste, dont les avocats respectifs devaient bénéficier d'une même latitude à plaider leur cause ».
L'artifice se prolonge en effet jusque dans les néologismes : Faurisson se pose en alternative « révisionniste » à de supposés « exterminationnistes » en réponse à la qualification de « négationnisme » forgée par Henry Rousso en 1990 pour désigner le phénomène dont il est le représentant et le différencier du révisionnisme légitime, néologisme depuis unanimement adopté.
Mais bien avant les questions de pertinence du débat ou de terminologie, les écrits de Faurisson sont limités au seul déni de la thèse adverse et sont finalement caractérisés par l'absence totale de construction d'une quelconque histoire alternative : Jacqueline Authier-Revuz et Lydia Romeu mettent à cet égard en évidence ses « stratégies d'imposture » : « la prétention des révisionnistes à constituer une autre « école historique », soutenant une autre thèse, ne passe pas, malgré le renvoi au typhus, à la faim, à la désinfection…, par la construction d'une histoire qui opposerait le déroulement cohérent d'une autre version des faits en un discours alternatif à l'histoire dite « officielle » des juifs pendant le IIIe Reich. Ce à quoi tend ce texte, ce n'est pas à « faire » de l'histoire, mais au contraire à la détruire. Sa stratégie, finalement, se réduit à AFFIRMER que l'autre discours ne repose sur RIEN. Deborah Lipstadt en donne un exemple avec le témoignage de Faurisson lors du second procès Zündel en 1988 : à une question de la Cour lui demandant d'expliquer les six millions de Juifs disparus, Faurisson se contenta d'esquiver en répondant qu'il ignorait ce qu'il en était advenu ». La prétention négationniste à offrir une sorte d'histoire alternative censée être plus « vraie » qu'une histoire supposée officielle est de ce fait immédiatement démentie. Robert Faurisson lui-même se reconnaît d'ailleurs « incapable d’entreprendre une critique plus exhaustive de l’histoire du nazisme et de la Seconde Guerre mondiale ».

### Un idéologue antisémite d'extrême droite

#### Les Schleiter et le réseau familial
Robert Faurisson bénéficie du soutien actif et continu d'un entourage familial par ailleurs nettement engagé à l'extrême droite. Discrète mais constamment présente lors des procès Faurisson, sa sœur Yvonne Schleiter qui « côtoie l'extrême droite française et le monde négationniste, en toute discrétion » serait selon Valérie Igounet « sans aucun doute une femme au centre de l'internationale négationniste. » Elle joue pour Robert Faurisson un rôle logistique essentiel, à la fois intermédiaire, traductrice et secrétaire. Elle anime par exemple une liste de diffusion sur Internet, « Bocage », qui relaie notamment les messages de Vincent Reynouard qu'elle accueille à sa sortie de prison et mène avec Jean Plantin la réédition des écrits faurissonniens dans les Écrits révisionnistes en 2004.
Son mari René Schleiter est candidat MNR aux municipales de 2001 au Vésinet et suppléant de Nicolas Bay lors des élections législatives de 2002, écrit dans une revue néonazie, Tabou.
Son premier fils, Philippe Schleiter (dit Philippe Christèle ou Philippe Sevran) dit en 1999 refuser de condamner son oncle, au nom de la « liberté d'expression ». Il fut coordinateur national du Renouveau étudiant et membre du Front national, fut pressenti pour remplacer Samuel Maréchal à la tête du Front national de la jeunesse. Directeur des ventes de Durandal-Diffusion des éditeurs français indépendants — une SARL dont le seul actionnaire est Bruno Mégret, et le gérant Damien Bariller, —, candidat du MNR aux municipales de 2001 à Limay, dirigea le Mouvement national de la jeunesse et participa à la création de Polémia avec Jean-Yves Le Gallou,. Il soutient la candidature d'Éric Zemmour lors de l'Élection présidentielle française de 2022 et coordonne les investitures en vue des élections législatives,.
Son second fils, Xavier, milita au GRECE et au FN, et fut membre du groupe de rock identitaire français In memoriam.

#### L'apolitisme de façade
Faurisson se présente comme « apolitique », mais ses contradicteurs le considèrent comme un sympathisant d'extrême droite de longue date.
Pierre Vidal-Naquet, qui fut le condisciple de lycée de Robert Faurisson, assure que ce dernier professait des opinions néonazies dans son adolescence. Un autre de ses anciens condisciples, Louis Seguin, confirme que « les sympathies de Robert Faurisson “allaient sans aucun doute du côté de la droite la plus extrême” ».
En 1949, il assiste avec Noël Dejean de la Bâtie au procès de l'ancien milicien Pierre Gallet.
En 1960, professeur à Vichy, Robert Faurisson est membre d'une « Association pour la défense de la mémoire du maréchal Pétain » ainsi que de l'Association des amis de Robert Brasillach, et participe aux réunions du Front national pour l'Algérie française (FNAF), fondé depuis peu par Jean-Marie Le Pen, dont il est également membre un temps. Il y est un proche de l'ancien collaborateur André Garnier. En mai 1961, il est interrogé au commissariat de Vichy sur sa participation aux réunions du FNAF et sur ses relations supposées avec des membres de l'Association des combattants de l'Union française (ACUF) et du Mouvement populaire du 13 mai (MP 13), proches de l'OAS.
Par la suite, Maurice Bernadet, président de l'université Lyon II, voit « dans son attitude une indulgence coupable absolument inadmissible pour le nazisme ». L'historienne Valérie Igounet conclut quant à elle que « Robert Faurisson est un homme prudent. Vigilant sur ses relations, le négationniste français apparaît comme un homme d'affaires avisé. » et ajoute que « son affirmation d'apolitisme sert évidemment mieux sa cause que tout étiquetage politique qui ne manquerait pas de le discréditer ». Cet avis est rejoint par l'historien belge Maxime Steinberg, pour qui « L'originalité française de l'idéologie « révisionniste » tient dans [la] référence aux spécialistes. Un Faurisson, dont les amitiés à l'extrême droite étaient peu visibles, a pu, en sa qualité de chargé de cours dans une université, faire accroire qu'il ne s'agissait pas d'une entreprise idéologique ».

#### L'antisémitisme
L'antisémitisme est également évoqué à son propos par différents témoins. Ainsi, pour Pierre Citron, directeur de l'UER de Lettres à l'université Paris III où enseigne Faurisson en 1973 et où il tente de faire signer par ses collègues une pétition en faveur de la réédition des écrits antisémites de Céline, Faurisson avait « [une] certaine prudence et un côté retors, et notamment une phobie antisémite qui faisait voir des juifs partout ». Jacques Baynac, un temps associé à l'aventure de La Vieille Taupe, rapporte pour sa part une rencontre avec Robert Faurisson où se révèle un racisme instinctif. Dans son rapport adressé à la ministre de l'Éducation nationale en 1978, Marius-François Guyard, recteur d'académie à Lyon souligne un antisémitisme qui « ressort de maints propos : sur la richesse de la communauté juive, sur l'« épine sioniste » dans le « talon » de l'Union soviétique », et ajoute : « à un témoin digne de foi — mais qui ne veut pas être nommé — M. Faurisson a nettement affirmé être devenu antisémite. ». En 1996, lors de l'affaire Bernard Notin, Faurisson prend la défense de celui-ci dans un tract antisémite intitulé Affaire Notin : les organisations juives font la loi, adressé aux enseignants de l'université Lyon III.
Cet antisémitisme transparaît encore de la proximité de Faurisson avec les nostalgiques du nazisme. Il qualifie ainsi en 1978 les néo-nazis et également auteurs négationnistes Wilhelm Stäglich (en) et Thies Christophersen d'« hommes courageux ». En septembre 1979, il prononce une conférence à Washington devant les membres de la National Alliance, parti néo-nazi américain. En 1989, il se laisse surprendre par un sympathisant filmant une réunion privée de quelques grands noms de ce courant. Il y apparaît sans aucune gêne aux côtés de Ernst Zündel, David Irving et Udo Walendy (en).
L'antisémitisme est enfin au cœur du discours faurissonien lui-même sur l'« escroquerie politico-financière dont les principaux bénéficiaires sont l'État d'Israël et le sionisme international », comme le souligne l'historien Pierre Bridonneau, ou encore Pierre Vidal-Naquet pour qui ce n'est finalement pas l'antisémitisme éventuel de l'homme qui importe, mais avant tout celui qui imprègne ses discours. À cet égard, pour Henry Rousso, « L'antisémitisme traditionnel dit : « Je n'aime pas le Juif. » L'antisémitisme exterminateur dit : « Il faut le tuer. » Mais le négationniste dit : « Le Juif ment. » Il n'a pas besoin d'aller plus loin pour exprimer un déni complet du peuple juif, au sens symbolique, puisqu'il lui nie le fait de pouvoir revendiquer un droit à la mémoire de ce qui fut une tentative, en partie réussie, de l'annihiler ».
Pierre-André Taguieff relève pour sa part une radicalisation du discours où, « dans un entretien avec l’historienne Valérie Igounet, enregistré à Vichy le 9 avril 1996, Faurisson s’attaque expressément aux Juifs, et non plus seulement aux « sionistes » comme il le faisait dans ses déclarations de 1978 et de 1980 », citant le propos selon lequel « les Juifs se comportent, dans cette affaire, comme de fieffés menteurs ».
Valérie Igounet synthétise un chapitre consacré à de nombreux exemples de la question de l'antisémitisme faurissionnien en ces termes : « Robert Faurisson est très vindicatif vis-à-vis des juifs et éprouve maintes difficultés à contenir sa haine. Son discours puise son inspiration dans l'antisémitisme et développe des stéréotypes dignes de Maurice Bardèche. Seulement, Robert Faurisson tente de le dissimuler avec quelques précautions oratoires ».
Robert Faurisson a été condamné à plusieurs reprises par la justice française, notamment pour « Incitation à la haine raciale » ainsi que « contestation de crime contre l'humanité » cette fois en vertu de la loi Gayssot. Selon un lieu commun du lexique négationniste et notamment sous la plume de Robert Faurisson, la loi française du 13 juillet 1990, dite « loi Gayssot », est d'ailleurs communément désignée sous le vocable de « Loi Gayssot-Fabius », afin d'y accoler coûte que coûte un patronyme juif : elle est en effet censée être une nouvelle démonstration du complot juif mené par le « grand rabbinat ». Enfin, le Comité des droits de l’homme des Nations unies juge en novembre 1996 que « les propos tenus par [Robert Faurisson], replacés dans leur contexte intégral, étaient de nature à faire naître ou à attiser des sentiments antisémites »,. C’est bien le caractère foncièrement raciste du discours faurissonnien qui lui est alors opposé.

## Procédures judiciaires
Robert Faurisson est l'objet, mais aussi l'initiateur, de nombreuses procédures judiciaires. Bien que la plupart des décisions de justice ne soient pas en sa faveur, il en détourne au besoin le sens, n'hésitant pas à renverser un échec en « victoire du révisionnisme ». Ces procédures lui offrent surtout une tribune et lui permettent d'attirer l'attention des médias : pour Valérie Igounet, qui rejoint en cela Taguieff, « les différents procès auxquels est confronté Robert Faurisson doivent avant tout être appréhendés sous un angle stratégique »,. Sous l'angle médiatique et dès juillet 1981, le chroniqueur judiciaire Paul Lefèvre relevait à son propos : « ses théories sont devenues, pour lui, la justification non seulement de son intelligence d'historien, mais aussi et surtout de sa notoriété ».

### 1981-1998
La première condamnation pénale de Robert Faurisson est prononcée le 3 juillet 1981 lors d'un procès contre l'historien Léon Poliakov qu'il avait qualifié de « manipulateur et fabricateur de textes » : Robert Faurisson doit payer 2 000 francs d'amende et 1 franc symbolique de dommages-intérêts à Léon Poliakov,.
En 1979, le MRAP et la LICRA et six autres associations intentent à Robert Faurisson un double procès, d'une part en responsabilité civile pour les deux articles parus en 1978 dans Le Matin de Paris et Le Monde et d'autre part pour diffamation raciale et incitation à la haine raciale :
Le jugement du premier procès est rendu le 8 juillet 1981. Robert Badinter y avait plaidé contre Faurisson en ces termes :
« Il ne vous restait, en présence de la vérité, que ce qui est le prix du faussaire ; il ne vous restait, en présence des faits, qu'à les falsifier ; en présence des documents, qu'à les altérer ou à les tronquer ; en présence des sources, à ne pas vouloir les examiner ; en présence des témoins, à refuser leurs dires… Face à la vérité, M. Faurisson et ses amis n'avaient que le choix d'être des faussaires, et c'est le parti qu'ils ont adopté en se drapant dans une dignité qui n'était pas la leur, celle de la science historique… Avec des faussaires, on ne débat pas, on saisit la justice et on les fait condamner. »
Faurisson est condamné au franc de dommages et intérêts symbolique pour avoir déclaré que « Hitler n'a jamais ordonné ni admis que quiconque fût tué en raison de sa race ou de sa religion ». Son appel est rejeté en avril 1983. À cette occasion, « la Cour d’appel ajoute que « les assertions d’ordre général » que ce dernier avait produites ne présentaient « aucun caractère scientifique » et relevaient de « la pure polémique » ». Ce jugement ayant été publié partiellement dans le recueil Dalloz-Sirey du 3 février 1982, Faurisson attaque en 1983 la SA Dalloz en vue d'obtenir des dommages-intérêts ; le T.G.I. de Paris reconnaît le caractère fautif de coupures non signalées et condamne la société défenderesse à la seule publication du jugement de 1983.
Le jugement du second procès est rendu le 3 juillet 1981. Faurisson est à nouveau condamné, cette fois à trois mois de prison avec sursis et 5 000 F d'amende, pour avoir déclaré sur Europe 1, le 17 décembre 1980 : « Les prétendues chambres à gaz hitlériennes et le prétendu génocide des juifs forment un seul et même mensonge historique, qui a permis une gigantesque escroquerie politico-financière dont les principaux bénéficiaires sont l'État d'Israël et le sionisme international et dont les principales victimes sont le peuple allemand, mais non ses dirigeants, et le peuple palestinien tout entier. » Le jugement est confirmé en appel en juin 1982 uniquement pour le délit de diffamation raciale. En juin 1983, la Cour de cassation rejette le pourvoi de Robert Faurisson, ainsi que ceux de la LICA, du MRAP et de l'Amicale des anciens déportés d'Auschwitz, qui réclamaient sa condamnation pour incitation à la haine raciale.
La loi Gayssot ayant été adoptée le 13 juillet 1990, Robert Faurisson est condamné, le 18 avril 1991, à cent mille francs d'amende avec sursis pour « contestation de crime contre l'humanité », par la 17e chambre correctionnelle du T.G.I. de Paris. Dans un entretien au Choc du mois de septembre 1990, il déclarait, notamment, que « le mythe des chambres à gaz est une gredinerie » et qu'il a « d'excellentes raisons de ne pas croire à cette politique d'extermination des Juifs, ou à la magique chambre à gaz, et on ne me promènera pas en camion à gaz. » Patrice Boizeau, directeur de la publication du mensuel, a, lui aussi, été condamné, à trente mille francs d'amende et à verser vingt mille francs de dommages-intérêts à chacune des onze associations d'anciens déportés qui s'étaient constituées partie civile. Le tribunal a également ordonné la publication du jugement dans quatre quotidiens, à raison de quinze mille francs par journal.
Le Comité des droits de l'homme des Nations unies a estimé, le 8 novembre 1996, que la France n'avait pas violé le paragraphe 3 de l'article 19 du Pacte international relatif aux droits civils et politiques en condamnant Faurisson sur la base de la loi Gayssot (cour d'appel de Paris, 9 décembre 1992).
Faurisson est condamné, le 27 avril 1998, à vingt mille francs d'amende pour « contestation de crime contre l'humanité », par la 17e chambre correctionnelle du T.G.I. de Paris, pour avoir nié l'existence de la Shoah dans un courrier publié dans l'hebdomadaire d'extrême droite Rivarol le 12 juillet 1996.

### 12 octobre 2000
Condamnation par le Tribunal correctionnel de Paris de Stéphane Khémis, directeur de la publication du magazine L'Histoire, pour refus d'insertion d'un droit de réponse de Faurisson. Cette condamnation est confirmée le 19 décembre 2001 par la cour d'appel de Paris.

### Condamnation du 3 octobre 2006
Le MRAP, la LICRA et la LDH portent plainte contre Faurisson à la suite des propos tenus en février 2005 sur la chaîne iranienne Sahar TV,,,. Il y avait affirmé que les nazis cherchaient une « solution finale territoriale de la question juive » consistant à « installer les Juifs quelque part dans le monde pour qu'ils ne soient plus des parasites » et qu'« il n'y avait jamais eu de politique d'extermination physique des juifs », et y avait attribué à des épidémies de typhus « toutes les images de cadavres qu'on vous présente dans les camps ».
Il a reconnu que les propos qui lui étaient reprochés exprimaient le fond de sa pensée, mais a déclaré qu'il ne se souvenait pas s'il avait effectivement tenu ces propos et qu'il ignorait que les propos reprochés étaient destinés à être diffusés sur une chaîne de télévision par satellite qu'on peut capter en France.
Son avocat, Éric Delcroix, a demandé au tribunal de refuser l'application de la loi Gayssot, dont l'adoption constituerait une voie de fait de la part du législateur ; pour lui, reconnaître l'existence de cette voie de fait, qu'il rapproche des voies de fait commises par l'administration, ne constituerait pas un contrôle de constitutionnalité des lois, contrôle que les juridictions françaises refusent d'effectuer (il estime utile de répéter cette argumentation devant plusieurs tribunaux, jusqu'à obtenir gain de cause, car il a réussi précédemment à faire écarter l'application, par la justice française, de la législation relative au contrôle des publications étrangères).
Citant une déclaration de Faurisson, selon laquelle les peines prononcées à son encontre étaient de plus en plus légères, le parquet a estimé qu'une peine plus sévère qu'une simple amende était nécessaire, et il a requis une peine de prison, avec ou sans sursis. Le jugement rendu le 3 octobre 2006 l'a condamné à trois mois de prison avec sursis et 7 500 euros d'amende,.
Le 4 juillet 2007, la 11e chambre de la cour d'appel de Paris a confirmé la décision du tribunal correctionnel. Elle a cependant porté le montant des dommages-intérêts à mille euros, contre un euro symbolique en première instance, pour chacune des trois associations parties civiles.

### Procès contre Robert Badinter
En 2007, il attaque en justice Robert Badinter, estimant que ce dernier, en le traitant de « faussaire de l'histoire » lors d'une émission sur Arte le 11 novembre 2006, a tenu des propos diffamatoires. Lors de la première journée d'audience au tribunal de grande instance de Paris, le 12 mars, Robert Faurisson a réaffirmé que « les prétendues chambres à gaz hitlériennes et le prétendu génocide des Juifs forment un seul et même mensonge historique. » À l'audience, le ministère public a estimé que le jugement de condamnation de Faurisson de 1981 « constitue un réquisitoire implacable qui [lui] a donné l'ensemble des attributs du faussaire ». Le jugement, rendu le 21 mai, estime que la condamnation de M. Faurisson reposait « non sur des considérations morales » mais sur « la responsabilité professionnelle » de l'universitaire qui avait « tenté d'appuyer sur une prétendue recherche critique à caractère scientifique et historique sa volonté de nier les souffrances des victimes du génocide des Juifs, de réhabiliter les criminels nazis qui l'ont voulu et exécuté et de nourrir ainsi les provocations à la haine ou à la violence à caractère antisémite ». En utilisant le mot de « faussaire », relève le tribunal, Robert Badinter a « donc conservé une parfaite modération dans le propos ». En conclusion, le tribunal a débouté Robert Faurisson et l'a condamné à verser 5 000 euros à Robert Badinter au titre des frais de justice.
Selon Thomas Hochmann, l'arrêt rendu par le tribunal permettait aussi de mettre un terme à l'exploitation que Faurisson avait pendant 25 ans faite de la « maladroite motivation d'un arrêt rendu par la cour d'appel de Paris en 1983 » dans l'affaire qui l'opposait à la LICRA.

### Affaire des propos tenus à Téhéran
Le 11 décembre 2006, Robert Faurisson participe à une conférence sur l'Holocauste organisée à Téhéran et qui rassemble les principaux négationnistes du monde entier. Le président Jacques Chirac demande alors l'ouverture d'une enquête préliminaire au sujet du discours qu'il prononce à l'occasion de la conférence. Le parquet de Paris a confirmé, le 4 juillet 2007, qu'il avait effectivement ouvert une procédure contre les propos tenus à Téhéran par Robert Faurisson, afin de déterminer quels propos exacts ont été reproduits, et sur quels médias ils avaient été diffusés en France.
Le 2 février 2012, le président iranien Mahmoud Ahmadinejad lui décerne dans le cadre du festival international du film de Téhéran le « premier prix du courage, de la résistance et de la combativité ». La remise du prix fait suite à la projection du film que Paul-Éric Blanrue a consacré à Faurisson. Faurisson est ensuite reçu en audience privée par le président iranien.

### Procès contre le journalLe Mondeet sa journaliste Ariane Chemin
En 2013 il assigne en citation directe pour injures publiques le journal Le Monde et la journaliste Ariane Chemin en raison d'un article publié le 20 août 2012 dans lequel la journaliste l'avait notamment décrit comme un « menteur professionnel », « falsificateur » et « faussaire d'histoire ». Le 16 janvier 2014 le tribunal correctionnel déboute Faurisson de son action. Le Ministère public avait notamment fait valoir qu'en attaquant en injure publique et non en diffamation Faurisson avait empêché la défense de se prévaloir des dispositions de la loi de 1881 sur la liberté de la presse.
En septembre 2014, profitant du fait que l'article incriminé est repris dans un livre publié à l'occasion du 70e anniversaire du journal Le Monde, Faurisson porte plainte pour diffamation contre le journal et l'auteure de l'article. La défense plaide l'exception de vérité qui, selon la loi de 1881, prévoit que la défense doit administrer une preuve qui est « parfaite, complète et corrélative aux imputations dans toute leur portée et leur signification diffamatoire ».
Le moyen invoqué par la défense va contraindre le ministère public à examiner en détail les nombreuses condamnations encourues par Faurisson et à se pencher sur le caractère scientifique de ses travaux. Il empêche aussi le tribunal d'acquitter les défendeurs au bénéfice de la bonne foi, comme cela avait notamment été le cas lors du procès contre Robert Badinter. Son avocat annonce toutefois vouloir se pourvoir en cassation.
Le 6 juin 2017, le tribunal de grande instance de Paris déboute Robert Faurisson de l'action en diffamation qu'il avait intentée contre la journaliste Ariane Chemin et dit qu’écrire que M. Faurisson est « un menteur professionnel », un « falsificateur » et « un faussaire de l’histoire » est conforme à la vérité, ce qui marque une claire rupture avec les affaires judiciaires précédentes dans lesquelles Faurisson était impliqué,. Le 12 avril 2018, la Cour d'Appel de Paris, saisie du volet civil de l'affaire, confirme le jugement rendu en première instance et déboute Robert Faurisson.
Selon l'historien Henry Rousso, qui compare cette affaire à celle qui, en 2000, avait opposé le négationniste britannique David Irving à l'historienne américaine Deborah Lipstadt, le jugement démonte la thèse de Faurisson selon laquelle les décisions judiciaires précédentes n'auraient pas reconnu ses mensonges et auraient refusé de se prononcer sur le fond. Au contraire, le jugement du 6 juin 2017 précise que « quelles que soient les formulations et précautions stylistiques ou méthodologiques retenues par les différentes juridictions s’étant prononcées, [il résulte] que Robert Faurisson a bien été condamné pour avoir occulté et travesti la vérité historique ». Les juges précisent encore que « Toutes ces décisions n’ont [eu] de cesse de stigmatiser, en des termes particulièrement clairs, les manquements et les abus caractérisant ses méthodes, et de valider, partant, le jugement porté par différentes personnes qu’il a cru devoir poursuivre de ce fait, et les qualificatifs, identiques à ceux ici incriminés, qu’ils ont employés à son encontre ».

## Vie privée
Il épouse en 1951 Anne-Marie Tuloup, fille du directeur des mines de Brassac[Qui ?], dont il a deux fils et une fille.
Il a utilisé, entre autres, les pseudonymes « Jessie Aitken » et « Robert Figeac ».
Le 20 octobre 2018, il donne une conférence négationniste à Shepperton, sa ville de naissance en Angleterre, qui est interrompue par des membres de Hope not Hate (en). Il meurt le lendemain à 89 ans, à son domicile de Vichy d'une attaque cardiaque ,. Il est inhumé quelques jours plus tard dans le cimetière de cette ville dans la stricte intimité familiale.

## Publications

### Publications littéraires
- Robert Faurisson, « A-t-on lu Rimbaud ? », Bizarre, nos 21-22,‎ 1961
- Robert Faurisson, A-t-on lu Lautréamont ?, Paris, Gallimard, coll. « Essais », 1972
- Robert Faurisson, La Clé des Chimères et autres chimères de Nerval, Paris, Jean-Jacques Pauvert, 1977

### Publications négationnistes
L'une des caractéristiques de la production faurissonniene est d'être composée de multiples réemplois : comme le note Valérie Igounet, « Nombre de phrases, d'expressions et d'idées semblables se retrouvent dans ces textes […] Malgré quelques évolutions rhétoriques, ses thèses ne progressent pas vraiment. Le négationnisme, une fois les points fondamentaux établis et quelques éléments apportés de l'extérieur, se referme sur lui-même ».
Robert Faurisson a par ailleurs annoncé à plusieurs reprises un ouvrage définitif sur la question des chambres à gaz. Celui-ci, s'il a jamais été écrit, n'a jamais paru. Valérie Igounet avance l'hypothèse que la publication des Crématoires d'Auschwitz de Jean-Claude Pressac en 1993 « lui ôte tout espoir pour une publication, si illusoire qu'elle puisse paraître. Jean-Claude Pressac a finalement publié ce grand livre, à partir des documents d'Auschwitz et du KGB. Certains documents datent du début des années 1980, c'est-à-dire du travail commun Pressac-Faurisson ».
Plus généralement, comme le formule Nadine Fresco, « la littérature négationniste constitue en fait un seul corpus, une vulgate constamment répétée, souvent dans des termes semblables, les variantes d'un même texte renvoyant les unes aux autres, d'un rédacteur à l'autre, de manière circulaire, à coups de citations et d'attributions mutuelles de titres supposés honorifiques, chargés d'impressionner le lecteur non informé en gratifiant l'entreprise d'une légitimité intellectuelle et sociale qui lui fait défaut ». Les redites qu'on trouve chez Robert Faurisson sont aussi de fréquentes reprises de cette « vulgate », bien qu'il ait aussi contribué lui-même à l'inspirer.
- Mémoire en défense contre ceux qui m'accusent de falsifier l'histoire, La Vieille Taupe, 1980.
- Robert Faurisson, Réponse à Pierre Vidal-Naquet, Paris, La Vieille taupe, 1982, 95 p. (ISBN 2-903279-04-7)
- « Chronique sèche de l'Épuration – Exécutions sommaires dans quelques communes de Charente limousine », Revue d'histoire révisionniste, no 4, février-avril 1991.
- Réponse à Jean-Claude Pressac, édité par l'AAARGH, 1993
- Écrits révisionnistes (1974-2018),

- volume 1 1974-1983
- volume 2 1984-1989
- volume 3 1990-1992
- volume 4 1993-1998
- volume 5 1999-2004
- volume 6 2005-2007
- volume 7 2008-2010
- volume 8 2011-2015
- volume 9 2016-2018
- Écrits révisionnistes (1974-1998), en 4 volumes, Édition privée hors commerce, 1999.
- Écrits révisionnistes (1999-2004), en 5 volumes, Édition privée hors commerce, 2005 (réédition des 4 volumes précédents + un 5e volume sur la période 1999-2004).
- Écrits révisionnistes (2005-2018), 4 volumes, Édition privée hors commerce, 2007, 2010, 2015 et 2018 .
- Het « Dagboek » van Anne Frank : een kritische benadering, en collaboration avec Siegfried Verbeke.
- Le révisionnisme de Pie XII, 2009

## Filmographie
Robert Faurisson apparaît, sous son propre nom, dans le film L'Antisémite de Dieudonné (2012).

### Médiagraphie

#### Autres ouvrages
Robert Faurisson fait également l'objet de différents ouvrages et articles ayant en commun d'être produits par des militants ou des sympathisants de la cause négationniste.
- François Brigneau, Mais qui est donc le professeur Faurisson ? : Une enquête, un portrait, une analyse, quelques révélations, Publications F.B., coll. « Mes derniers cahiers », 2e série, no 1, Paris, 1992, 80 p.  (lire en ligne)
Ancien membre de la Milice française, François Brigneau est un journaliste d'extrême droite (Minute, Présent, National-Hebdo) condamné pour antisémitisme dans les années 1980. Valérie Igounet donne différents exemples de la complaisance dont il fait preuve pour son sujet. Il s'ouvre par exemple de manière significative sur une citation apparemment élogieuse et tronquée de Pierre Citron datant de 1972 où celui-ci qualifie Robert Faurisson de « très brillant professeur— Chercheur très original— Personnalité exceptionnelle », insistant au passage sur le fait que Pierre Citron est « d'origine juive et marié à une demoiselle Suzanne Grumbach ». Mais il omet tout au long les déclarations ultérieures de ce dernier témoignant de l'antisémitisme de Robert Faurisson[RB 1].
- Collectif (Éric Delcroix, Jean-Gabriel Cohn-Bendit, Claude Karnoouh, Vincent Monteil, Jean-Louis Tristani), Intolérable intolérance, Éditions de la différence, 1981.
Ouvrage de soutien à Robert Faurisson. Éric Delcroix a été son avocat.
- Maria Poumier, En confidence. Entretien avec « l'Inconnue », Éditions Pierre Marteau, 2009
Maria Poumier figure au rang des soutiens de Roger Garaudy en 1995-1996. Son ouvrage est qualifié d'« hagiographie » par Valérie Igounet[RB 1] : il tente d'en donner l'image d'un « humaniste » persécuté, du rang de Galilée, image volontiers reprise par la suite par Robert Faurisson lui-même[RB 2].

1. 1 2  Igounet 2012, p. 90, 108, 254 et 375, ainsi que Igounet 1997.
2. ↑  Voir à ce propos Jan van Pelt 2000, ainsi que Stéphanie Courouble-Share qui applique au cas Faurisson l'analyse de Marc Angenot sur la parole pamphlétaire et sa relation avec la paranoïa de la conspiration, dans Stéphanie Courouble-Share, Négationnistes : quand tombent les masques… (1/2), conspiracywatch.info, 26 février 2013.

#### Émissions radiophoniques
- Roman Bornstein et Valérie Igounet, « Robert Faurisson, faussaire de profession », émission radiophonique Mécaniques du complotisme [MP3], France Culture, 21 janvier 2020.
- Roman Bornstein et Valérie Igounet, « L'Affaire Faurisson », émission radiophonique Mécaniques du complotisme [MP3], France Culture, 21 janvier 2020.